# Timul (Motul)
Timul es una localidad, comisaría del municipio de Motul en el estado de Yucatán localizado en el sureste de México.

## Toponimia
El nombre (Timul) proviene del idioma maya.

## Importancia histórica
Tuvo su esplendor durante la época del auge henequenero y emitió fichas de hacienda las cuales por su diseño son de interés para los numismáticos. Dichas fichas acreditan la hacienda como propiedad de Benita Palma de C.

## Demografía
Según el censo de 2005 realizado por el INEGI, la población de la localidad era de 884 habitantes, de los cuales 439 eran hombres y 445 eran mujeres.
| 180                         | 299 | 292 | 316 | 269 | 339 | 526 | 598 | 544 | 677 | 726 | 827 | 884 |
| (Fuente: INEGI [Consultar]) |     |     |     |     |     |     |     |     |     |     |     |     |

## Galería

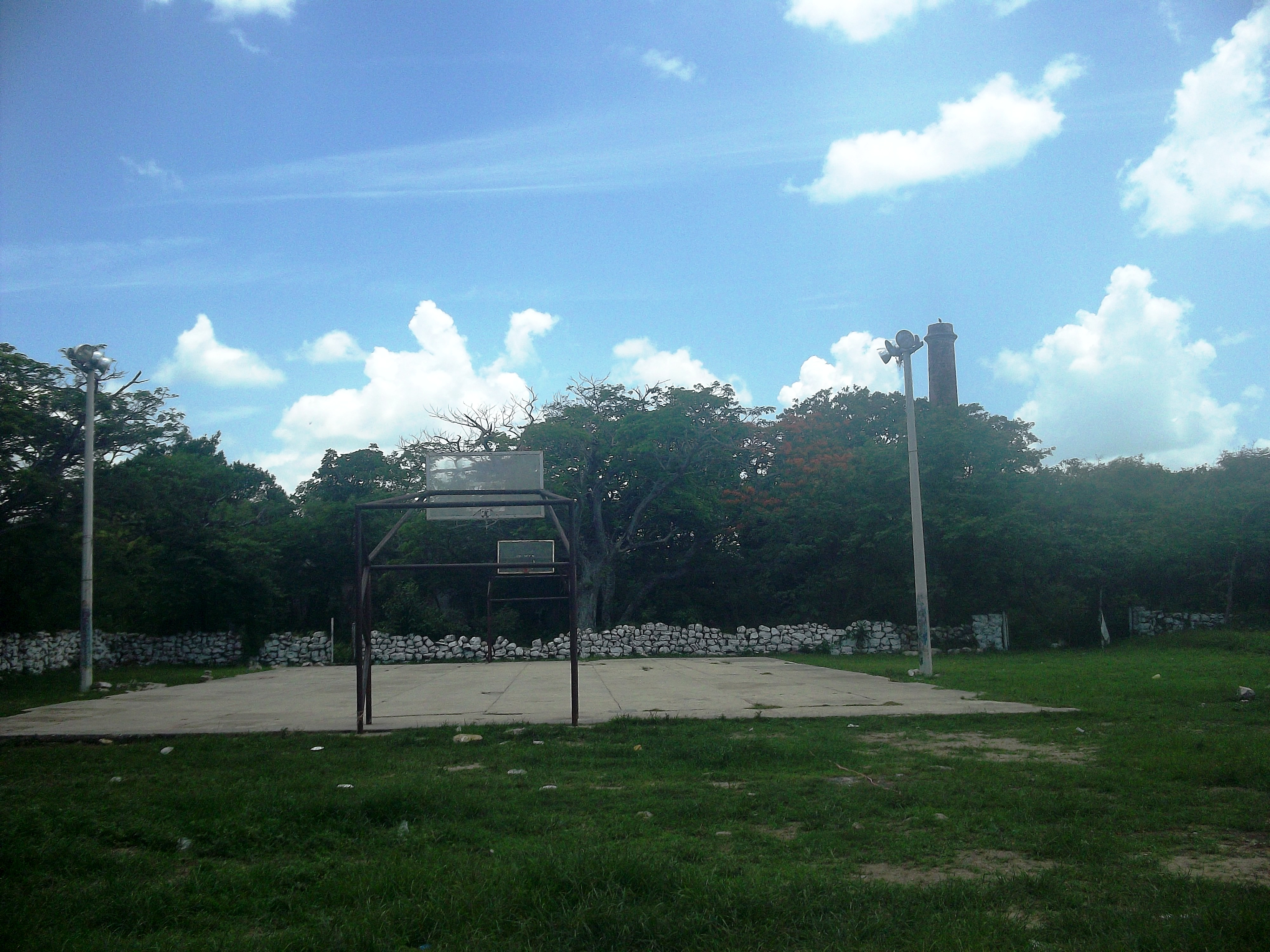
Vista de la hacienda de Timul.
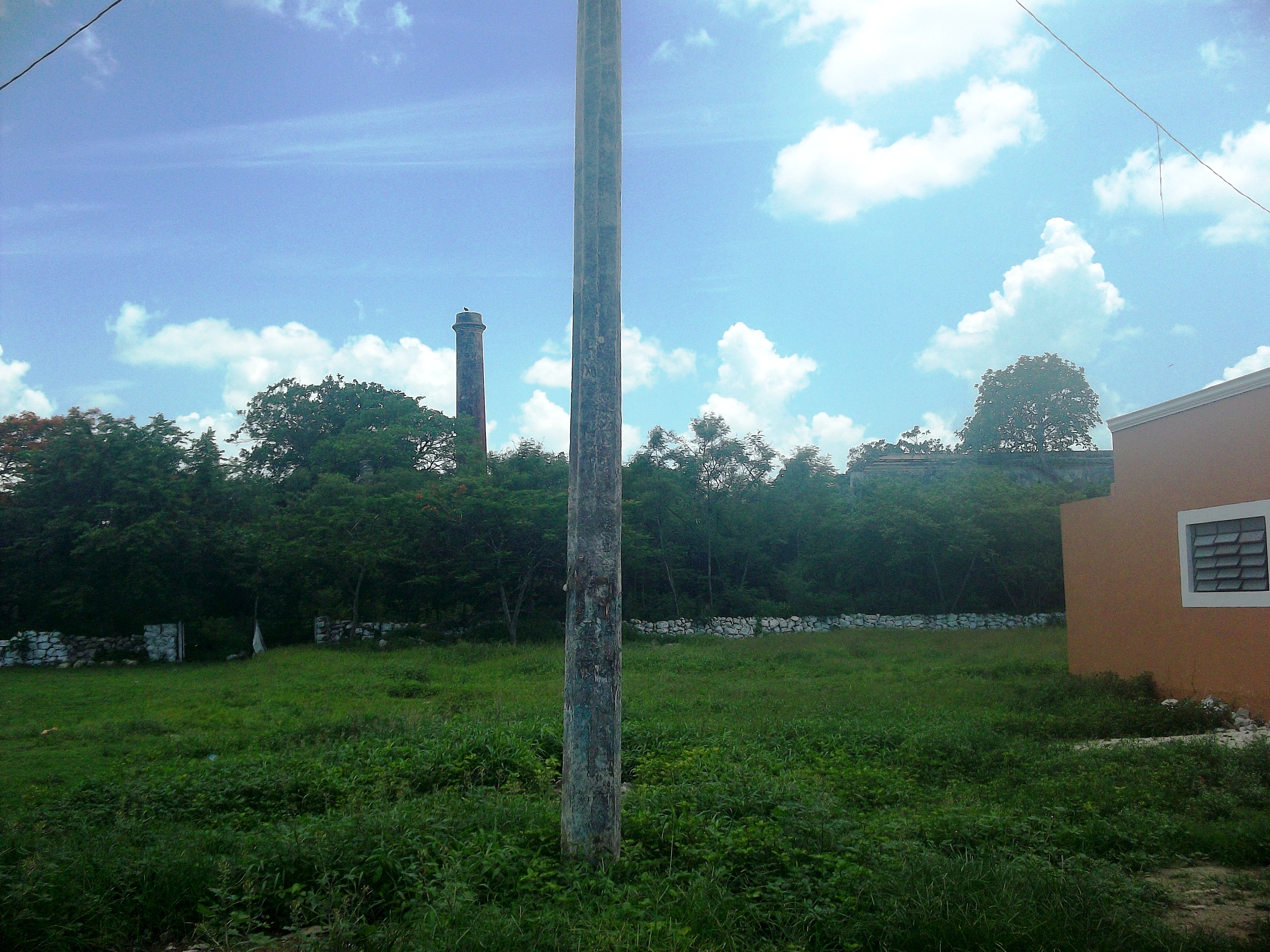
Vista de la hacienda de Timul.
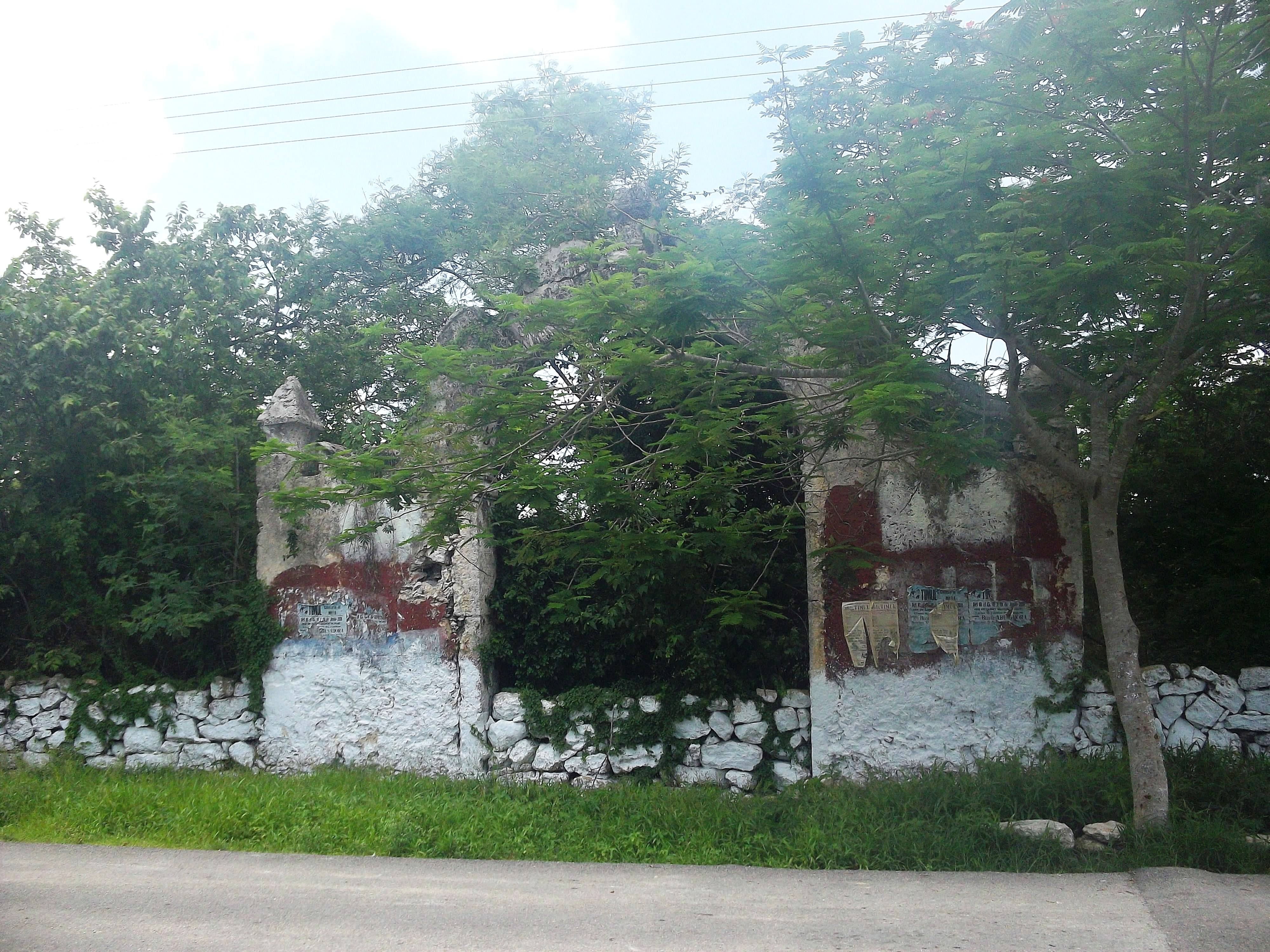
Vista de la hacienda de Timul.
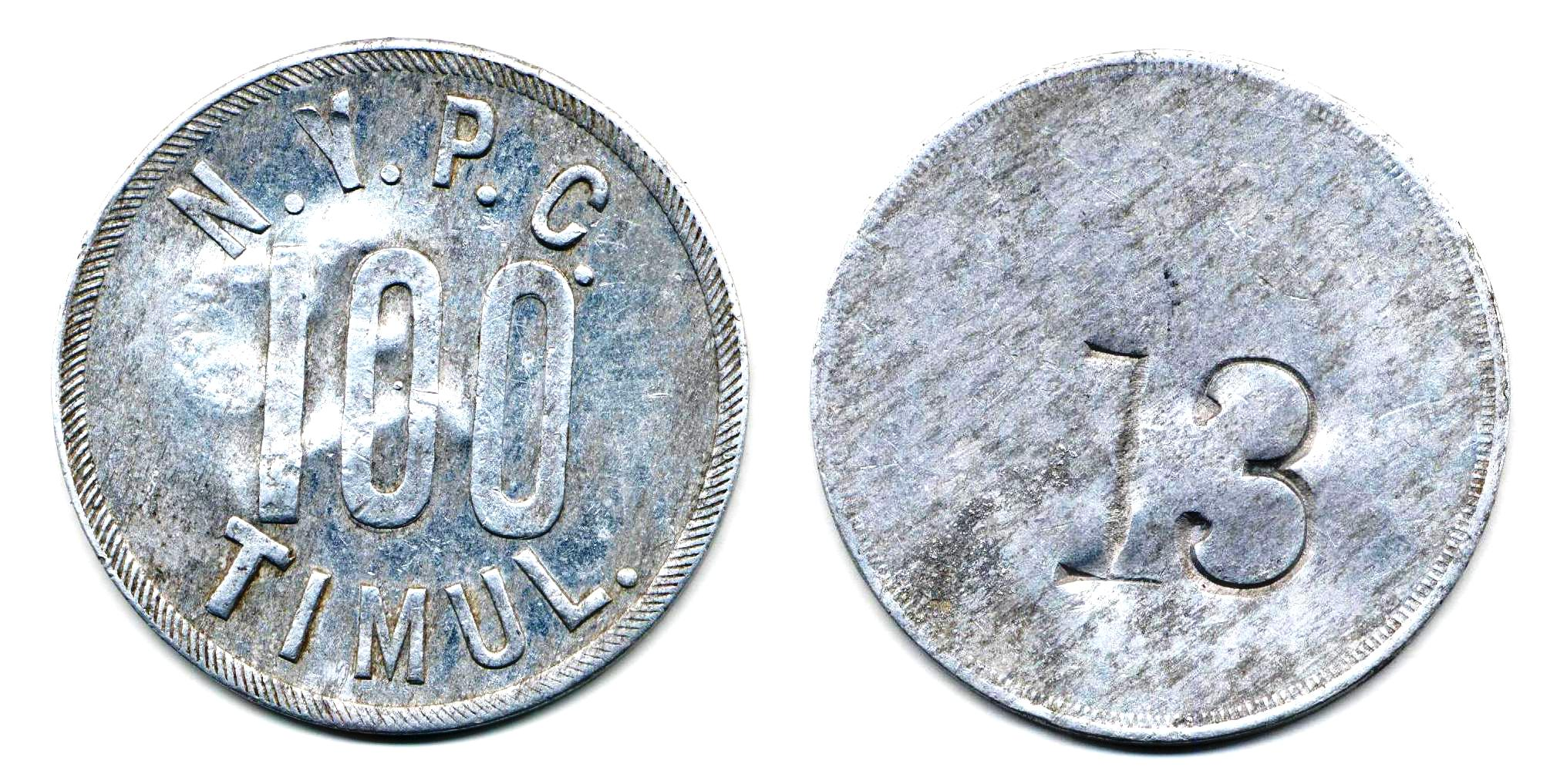
Ficha de hacienda por 100 pencas.